# Wings (песня Маклемора)
Wings (стилизовано — Wing$; с англ. — «крылья») — песня американского хип-хоп-дуэта Macklemore & Ryan Lewis, выпущенная в качестве дебютного сингла с их первого альбома The Heist. В песне также используется вокал певицы Холлис.

## Сюжет
Исполнитель в песне вспоминает свои детские годы и первые купленные ему кроссовки Nike для игры в баскетбол. Он рассказывает о первых своих успехах в игре, о кроссовках Air Max и Air Jordan, о своей мечте подражать Майклу Джордану и о своём разочаровании после осознания того, что он всего лишь купился на маркетинговые уловки производителей спортивной формы.
Сам Маклемор так комментировал содержание:

Песня «Wings» о поиске индивидуальности через консьюмеризм. Тут была попытка раскрыть наши увлечения и привязанности к логотипам, этикеткам, брендам, а также описать то мимолётное счастье, неразрывно связанное со всемогущей силой покупки. Как предмет подобной страсти в песне я избрал обувь, но целью было нарисовать более широкую картину потребительского сознания, попутно обращаясь к моему первому воспоминании о желании что-то приобрести.
Оригинальный текст (англ.)
The song "Wings" is about the pursuit of identity through the means of consumerism. The attempt is to dissect our infatuation and attachment to logos, labels, brands and the fleeting happiness that is intrinsically linked to the almighty power of the purchase. The subject I use in the song is shoes, but its aim is to paint a broader picture of being a consumer and tracing the lineage back to my first memory of retail infused desire.
— 

## Музыкальное видео
Клип, режиссёром которого выступил Зия Мохджерджасби (англ. Zia Mohajerjasbi), следует автобиографическому сюжету песни. Сцены, в которых Маклемор читает рэп, перемежаются эпизодами, в которых его в семилетнем возрасте играет Лукас Кинг. В начале клипа юный герой распаковывает новые кроссовки и в одиночку тренируется с баскетбольным мячом во дворе, одетый в форму «Чикаго Буллз» с номером 23 (который в клубе навечно закреплён за Майклом Джорданом). В прыжке он забивает мяч в корзину, при этом его силуэт выглядит как логотип Air Jordan. Он следит за более старшими детьми, играющими в баскетбол. Когда он обувает свои кроссовки в школу в первый раз, он видит в коридоре другого мальчика в такой же паре. Возвращаясь домой в куртке «Сиэтл Суперсоникс», он встречает троих подростков, которые отбирают у него кроссовки. Придя домой в носках, герой достаёт другую коробку с кроссовками.
В клипе активно используется образ фирмы Nike, в одной из сцен показывается вагон метро, все пассажиры в котором обуты в кроссовки Nike; в другой изображена группа людей, сидящих рядом со стеной со слоганом «Just do it». На стене у Маклемора в детстве висит плакат Майкла Джордана, который пародирует обложка сингла.

## Использование в НБА
Для матча всех звёзд НБА в феврале 2013 года был создан новый вариант клипа. Этот проморолик активно использовался каналом TNT в качестве телерекламы и на самом мероприятии. В видео Маклемор одет в красную майку с номером 3 Криса Пола из сборной Запада, который впоследствии стал самым ценным игроком того матча. В припевах показан детский хор, также одетый в форму матча всех звёзд. Хотя оригинальная запись длилась пять минут, длительность нового клипа составила только три минуты. Маклемор признавался, что знал, что песню придётся отредактировать, как минимум из соображений длины, к тому же из текста следовало выбросить всё, не соответствующее цели рекламной кампании.
Маклемор подвергся критике за степень отредактированности новой версии и за то, что из неё были выбраны все негативные строки и упоминания Nike. Эндрю Антербергер, обозреватель PopDust, сравнил использование «Wings» в рекламе НБА с использованием песни Брюса Спрингстина «Born in the U.S.A.» в избирательной кампании Рональда Рейгана в 1984 году.
Сам исполнитель песни отреагировал на критику, опубликовав подробный ответ на своём веб-сайте. В нём он ответил на претензии к тому, что «Маклемор продался», заявив, что в этой версии всё ещё использовался только оригинальный текст, пусть и в ином, неполном виде и несколько другом порядке. Маклемор выразил мнение, что использование песни в общенациональной телевизионной трансляции, которая привлекает миллионы зрителей, явно способствовало её популярности и что благодаря этому большее количество людей послушают оригинал и воспримут его послание. Он написал, что НБА имеет довольно мало общего с теми вещами, о которых повествуется в «Wings», не более чем все прочие коммерческие организации; по его мнению разговор о продажности можно было вести, если бы песня была использована в рекламе обуви.

## Позиции в чартах
| Чарт (2013)                            | Высшая позиция |
| -------------------------------------- | -------------- |
| Австралия (ARIA)                       | 17             |
| Франция (SNEP)                         | 155            |
| США (Billboard Bubbling Under Hot 100) | 12             |
| США (Billboard Hot R&B/Hip-Hop Songs)  | 40             |

### Сертификации
| Регион | Сертификация | Продажи |
| --- | ------------ | ------- |
| Австралия (ARIA) | Платиновый   | 70 000^ |
| * Данные о продажах приведены только на основе сертификации. ^ Данные о тиражах приведены только на основе сертификации. |              |         |

## Хронология выпуска
| Регион         | Дата           | Формат               | Лейбл          |
| -------------- | -------------- | -------------------- | -------------- |
| США            | 21 января 2011 | цифровая дистрибуция | Macklemore LLC |
| Великобритания | 20 июля 2011   | цифровая дистрибуция | Macklemore LLC |